# Myrmecophilus haeckeli
Myrmecophilus haeckeli är en insektsart som beskrevs av Fernando 1962. Myrmecophilus haeckeli ingår i släktet Myrmecophilus och familjen Myrmecophilidae. Inga underarter finns listade i Catalogue of Life.